# Peoria Heights
Peoria Heights és una població dels Estats Units a l'estat d'Illinois. Segons el cens del 2000 tenia 6.635 habitants.

## Demografia
Segons el cens del 2000, Peoria Heights tenia 6.635 habitants, 3.122 habitatges, i 1.657 famílies. La densitat de població era de 970,4 habitants/km².
Dels 3.122 habitatges en un 22% hi vivien nens de menys de 18 anys, en un 39,5% hi vivien parelles casades, en un 9,7% dones solteres, i en un 46,9% no eren unitats familiars. En el 39,2% dels habitatges hi vivien persones soles el 12,4% de les quals corresponia a persones de 65 anys o més que vivien soles. El nombre mitjà de persones vivint en cada habitatge era de 2,1 i el nombre mitjà de persones que vivien en cada família era de 2,82.
Per edats la població es repartia de la següent manera: un 20,3% tenia menys de 18 anys, un 9,4% entre 18 i 24, un 31,6% entre 25 i 44, un 22,8% de 45 a 60 i un 16% 65 anys o més.
L'edat mediana era de 38 anys. Per cada 100 dones de 18 o més anys hi havia 90,6 homes.
La renda mediana per habitatge era de 32.161 $ i la renda mediana per família de 42.545 $. Els homes tenien una renda mediana de 33.408 $ mentre que les dones 22.000 $. La renda per capita de la població era de 20.999 $. Aproximadament el 6,7% de les famílies i el 8,8% de la població estaven per davall del llindar de pobresa.

## Poblacions més properes
El següent diagrama mostra les poblacions més properes.